# Masters France
Le Masters France est un tournoi de tennis masculin qui s'est tenu au Palais des sports André-Brouat de Toulouse à la mi-décembre en 2008 et 2009.
Créée en 2008 d'après l'initiative de Jean-François Caujolle, Gilles Moretton et Jean-Louis Haillet, l'épreuve consiste à rassembler les sept meilleurs joueurs de tennis professionnels français ayant obtenu le plus de points ATP à l'issue des tournois de l'Open 13, de l'Open de Moselle, du Grand Prix de tennis de Lyon et du Masters de Paris-Bercy. Un huitième joueur est convié grâce à une wild-card.
Ce tournoi, disputé en salle, se joue sur une surface dur, le Plexicushion. Destinée « à la fois à renforcer les tournois ATP en France, mais aussi à faire revivre l'atmosphère du "National", le feu championnat de France individuel pour l'élite du tennis français », la compétition devait également offrir les conditions idéales pour la préparation de l'Open d'Australie.
Initialement prévu pour un minimum de trois années consécutives, le tournoi a été supprimé le 9 janvier 2010, faute de la présence des meilleurs joueurs français.

## Dotation
Une dotation de 587 000 € est prévue afin de récompenser les joueurs et 80 000 € sont réservés au vainqueur de l'épreuve.

## Déroulement
Le Principe : les épreuves de Marseille, Metz, Lyon et Paris Bercy servent de phase qualificative. Les sept joueurs français qui totalisent le plus grand nombre de points sur ces quatre tournois, se qualifient pour l’épreuve finale de Toulouse.
Les points : chaque tournoi rapporte des points en fonction de sa catégorie et de sa performance : 
- Masters de Paris-Bercy : 500 points pour le vainqueur, 350 pour le finaliste, 225 pour les demi-finalistes, 125 pour les quart-de-finalistes, 75 pour les 8es de finalistes, 35 pour les 16es de finalistes, 15 pour la défaite au 1er tour et un bonus de +15 en cas de victoire du tableau de qualification.
- Tournoi de tennis de Lyon : 225 points pour le vainqueur, 155 pour le finaliste, 100 pour les demi-finalistes, 55 pour les quart-de-finalistes, 20 pour les 8es de finalistes et 10 pour la défaite au 1er tour.
- Open 13 de Marseille : 200 points pour le vainqueur, 140 pour le finaliste, 90 pour les demi-finalistes, 50 pour les quart-de-finalistes, 15 pour les 8es de finalistes et 5 pour la défaite au 1er tour.
- Open de Metz : 175 points pour le vainqueur , 120 pour le finaliste, 75 pour les demi-finalistes, 40 pour les quart-de-finalistes, 14 pour les 8es de finalistes et 5 pour la défaite au 1er tour.

## Palmarès
| Année | Surface    | Vainqueur        | Finaliste      | Score         |
| 2008  | Dur indoor | Gilles Simon     | Michaël Llodra | 5-7, 7-6, ab. |
| 2009  | Dur indoor | Julien Benneteau | Arnaud Clément | 7-6, 6-2      |